# Conférence de Moscou (1943)
Pour les articles homonymes, voir Conférence de Moscou (homonymie).

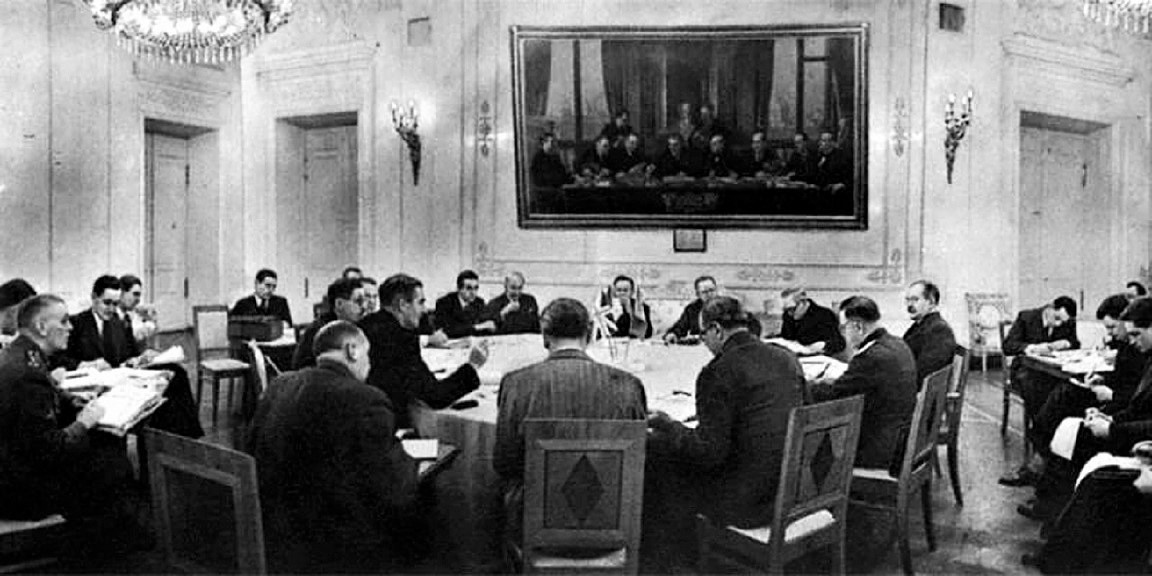
Photos des invités autour de la table des discussions lors de la conférence.

La troisième conférence de Moscou a eu lieu du 19 au 30 octobre 1943, pendant la Seconde Guerre mondiale.
Les principaux participants sont les ministres des affaires étrangères du Royaume-Uni (Anthony Eden), des États-Unis (Cordell Hull) et de l'Union soviétique (Vyacheslav Molotov). L'ambassadeur de la République de Chine à Moscou, Foo Ping-Shen (en), est invité à signer la première des quatre déclarations finales publiques.

## Déclaration de Moscou
La conférence débouche sur quatre déclarations publiques, parfois appelées ensemble la déclaration de Moscou :
- déclaration des Quatre Nations sur la sécurité générale (signée, outre les « Trois Grands », par la République de Chine), qui appelle à la création, dès que possible, d'« une organisation générale fondée sur le principe d’une égale souveraineté de tous les États pacifiques » ;
- déclaration sur les atrocités, qui promet d'engager des poursuites judiciaires contre les dirigeants du Troisième Reich ;
- déclaration sur l'Autriche, qui proclame comme nulle et non avenue l'annexion de l'Autriche par l'Allemagne en 1938 (l'Anschluss) ;
- déclaration sur l'Italie, qui affirme que le fascisme et son influence doivent être éradiqués et qu’il y aura lieu de donner au peuple italien toutes les chances d'établir des institutions fondées sur des principes démocratiques.

## Protocole secret
Le protocole secret signé par les trois ministres des Affaires étrangères à la fin de la conférence comporte dix documents, dont les quatre de la déclaration de Moscou sus-mentionnée.
Les six autres documents figurant dans le protocole concernent :
- la création de la Commission consultative européenne (en anglais European Advisory Commission soit EAC) chargée de faire des propositions sur les conditions de capitulation des États avec lesquels les Alliés sont en guerre en Europe ainsi que sur les modalités de cessation des hostilités et d'administration de l'Allemagne et de l'Autriche dans l'immédiat après-guerre. Il est prévu que l'EAC fasse aussi des propositions concernant les crimes de guerre. Seuls les « Trois Grands » en sont membres initialement ;
- la création du Conseil consultatif pour l'Italie, formé des trois gouvernements alliés mais aussi du Comité français de libération nationale, chargé de proposer les mesures à prendre au fur et à mesure de la libération de l'Italie par les forces alliées de la Campagne d'Italie ;
- l'administration civile des territoires libérés en France tant que les hostilités se poursuivent. Les mesures préconisées, sans que de Gaulle soit au courant, ne seront finalement jamais appliquées ;
- l'avenir de la Pologne et des pays danubiens et balkaniques, y compris la question de la constitution de fédérations dans cette région ;
- l'action conjointe des Alliés pour la reconstruction en Europe ;
- les principes de base d'une coopération économique internationale.

## Protocole très secret
La conférence de Londres réunit les ministres des Affaires étrangères des « Trois Grands » mais aussi des membres de leurs états-majors militaires, parmi lesquels le général Hastings Lionel Ismay, le conseiller militaire de Winston Churchill. Les Soviétiques demandent qu'il soit procédé à « l’examen de mesures visant à raccourcir la durée de la guerre contre l’Allemagne hitlérienne et ses alliés en Europe ». Ces échanges sont retracés dans un protocole « très secret » dans lequel Ismay confirme l'intention des Américains et des Britanniques de procéder à un débarquement en Normandie au printemps 1944, dès que les conditions de succès seront réunies. Les Soviétiques pressent depuis 1942 les Anglo-américains d'effectuer des opérations militaires majeures sur le front Ouest de manière à faciliter leur tâche sur le front Est.

## Sources

## Compléments